# Astragalus strigosostipulatus
Astragalus strigosostipulatus är en ärtväxtart som beskrevs av Karl Heinz Rechinger och Koie emend.I.Deml. Astragalus strigosostipulatus ingår i släktet vedlar, och familjen ärtväxter. Inga underarter finns listade i Catalogue of Life.